# Çerkeşli, Dilovası
Çerkeşli là một xã thuộc huyện Dilovası, tỉnh Kocaeli, Thổ Nhĩ Kỳ. Dân số thời điểm năm 2010 là 1.028 người.